# Karpos
Karpos (Oudgrieks Καρπός, "vrucht", gelatiniseerd Carpus) was is de Griekse mythologie de zoon van Zephyros met een van de Horen.
Kalamos, de zoon van de riviergod Maiandros, werd verliefd op de mooie jongeman. Toen de twee geliefden op een dag in de rivier de Meander aan het zwemmen waren, verdronk Karpos. Kalamos vroeg Zeus om ook te mogen sterven, teneinde het lot van zijn geliefde te delen. Zeus gaf hier in zekere zin gehoor; Kalamos transformeerde tot riet, waarvan het ritselende geluid in de wind werd geïnterpreteerd als Kalamos' klaagzang over de dood van zijn geliefde, en Karpos veranderde in een veldgewas. De mythe verklaart de oorsprong van het Griekse woord "Karpos" voor de vrucht in het algemeen en het veld in het bijzonder.
Van het wedervaren van Karpos en Kalamos wordt verhaald in de Dionysiaca van Nonnus van Panopolis.